# Snes9x
Snes9x – wieloplatformowy emulator konsoli SNES napisany w C++.

## Historia
Snes9x powstał w lipcu 1997 roku, gdy Gary Henderson (twórca Snes96) i Jerremy Koot (twórca Snes97) połączyli swe emulatory. Od tamtego dnia Snes9x był nieoficjalnie portowany na wiele platform. Kod źródłowy emulatora został otwarty pod własną licencją w 1999 roku. Pomimo odejścia oryginalnych autorów emulator wciąż jest aktywnie rozwijany.
Snes9x był jednym z pierwszych programów, który emulował w mniejszym lub większym stopniu większość zewnętrznych układów wzbogacających działanie SNESa, umieszczanych na kartridżach. Jako pierwszy oferował również dźwięk.

## Licencja
Pomimo tego, że kod źródłowy programu jest publicznie dostępny, licencja Snes9x zabrania wykorzystania go w celach komercyjnych.